# Dendrolagus stellarum
Il canguro arboricolo di Seri (Dendrolagus stellarum Flannery e Seri, 1990) è un marsupiale della famiglia dei Macropodidi. Spesso considerato in passato una semplice sottospecie del canguro arboricolo di Doria (Dendrolagus dorianus), è stato elevato al rango di specie vera e propria da Colin Groves nel 2005. È endemico della Cordigliera Centrale della Nuova Guinea ed è diffuso dalla regione di Tembagapura, nella Provincia di Papua (Indonesia), fino ai Monti Vittorio Emanuele, nella parte occidentale di Papua Nuova Guinea.
Il canguro arboricolo di Seri è una delle specie più graziose del genere Dendrolagus. I giovani hanno una coda color giallo brillante ed un corpo molto scuro, ma con l'età la coda si fa più scura e le estremità dei peli sui fianchi assumono una caratteristica tonalità argentata. La folta pelliccia aiuta questo animale a mimetizzarsi benissimo tra i muschi e i licheni delle foreste pluviali montane dove vive.